# لورد هنري فيتزجيرالد
لورد هنري فيتزجيرالد (بالإنجليزية: Lord Henry FitzGerald)‏ هو سياسي أيرلندي، ولد في 30 يوليو 1761، وتوفي في 9 يوليو 1829 في المملكة المتحدة. انتخب عضو مجلس الملكة الخاص بأيرلندا وانتخب عضو مجلس النواب في برلمان أيرلندا وانتخب نائب في البرلمان ‏.